# Traverse (mechanischer Träger)

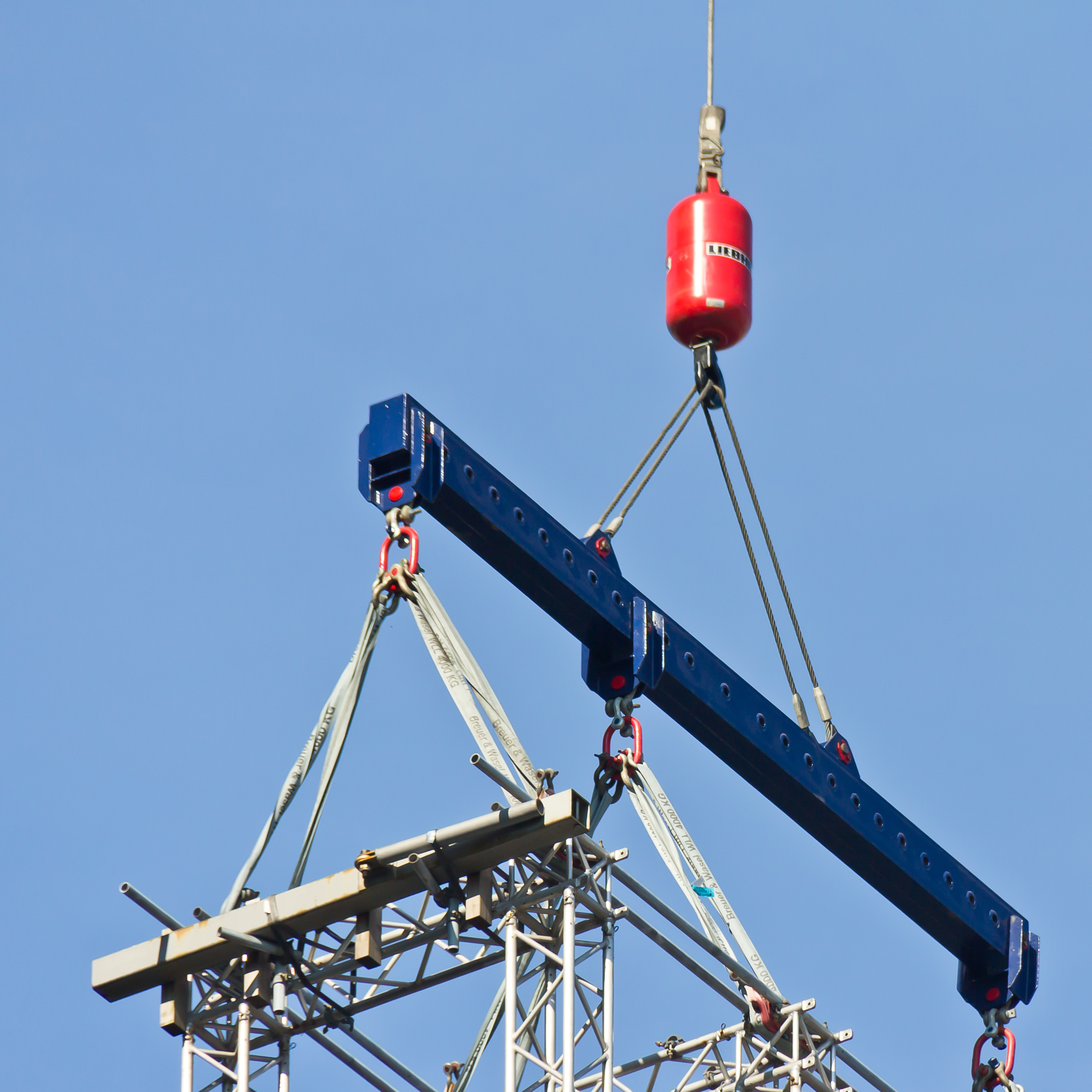
Mit Hilfe einer Traverse als Lastaufnahmemittel und Hebebändern als textiles Anschlagmittel (Nenntragfähigkeit (WLL) 4000 kg, Farbcodierung grau) ist ein Gerüstteil an einem Kranwagen angeschlagen

Eine Traverse (lat. transversus „quer(liegend)“) ist ein mechanischer Träger, der zur Stabilisierung, Befestigung oder Verbindung dient. Sie wird verwendet in Konstruktionen oder als Lastaufnahmemittel beim Anschlagen („an den Kran bekommen“) von Lasten und immer dann, wenn Lasten über eine gewisse Breite verteilt aufgehängt werden müssen.

## Fahrzeugbau
Im Fahrzeugbau werden Traversen zur Verbindung des Fahrzeugrahmens verwendet.

## Lastentransport
Beim Lastentransport spricht man dabei von Hilfsmitteln zur Lastenverteilung, z. B. um ein Halteseil an einem Kranhaken mithilfe eines Querträgers zu befestigen.
Sie dienen zum Heben von längeren Lasten an mehreren Stellen zugleich oder zur Vermeidung von Schrägzug. Solche Traversen können mit einem Drehkranz ausgestattet sein, der den Balken mit seiner Last gegenüber dem Kranhaken um die Hochachse verdrehbar macht. Mitunter ist ein gewisses Verschieben der Last durch gegengleiches Teleskopieren der Schenkel des Kranbalkens möglich.
Umgekehrt kann eine Traverse auch die Tragkraft mehrerer Hebezeuge für das Heben einer Last mit einem Aufhängungspunkt bündeln. So gibt es beispielsweise in der Maschinenhalle des Lünerseewerkes zwei Brückenkrane mit einer Tragfähigkeit von jeweils 60 t. Das schwerste dort zu hebende Teil wiegt jedoch 110 t. Mit einer Traverse (Eigengewicht 6 t), die an die Haken beider dicht hintereinander fahrender Krane gehängt wird, kann die Last bewältigt werden.

## Leitungsbau
Im Leitungsbau dienen Traversen zur Montage von Leiterseilen von Freileitungen auf einem Mast, siehe Ausleger (Energietechnik).

## Bühnenbau
Im Bühnenbau werden Traversen zum einen als Gerüst für die Bühne selbst eingesetzt, zum anderen zur Befestigung der Bühnentechnik wie z. B. Leuchten und Lautsprecher. Manchmal sind Traversen im Veranstaltungsbereich auch Teil des Bühnenbilds selbst.